# گوهار هلقاتیان
گوهار هلقاتیان (ارمنی: Գոհար Հլղաթյան; زاده ۱۴ مه ۱۹۷۴) شطرنج‌باز اهل ارمنستان است. وی عنوان استاد بین‌المللی زنان را داراست. که سه دوره (۱۹۹۶، ۱۹۹۷ و ۲۰۰۱) به مقام قهرمانی شطرنج زنان ارمنستان رسیده است
| به‌دلیل برخی مشکلات فنی، نمودارها موقتاً قابل مشاهده نیستند. اطلاعات بیشتر پیرامون این مشکل در فابریکاتور و وبگاه مدیاویکی در دسترس است. | |
| | به‌دلیل برخی مشکلات فنی، نمودارها موقتاً قابل مشاهده نیستند. اطلاعات بیشتر پیرامون این مشکل در فابریکاتور و وبگاه مدیاویکی در دسترس است. |